# Ty Brodie
Ty Brodie (2 oktober 1966) is een windsurfer uit Antigua en Barbuda.

## Resultaten
| Jaar | Plaats    | Resultaten  |
| ---- | --------- | ----------- |
| 1992 | Barcelona | 42e Lechner |